# Niyodogawa, Kōchi
Niyodogawa (仁淀川町 Niyodogawa-chō) là thị trấn thuộc huyện Agawa, tỉnh Kōchi, Nhật Bản. Tính đến ngày 1 tháng 10 năm 2020, dân số ước tính thị trấn là 4.827 người và mật độ dân số là 14 người/km2. Tổng diện tích thị trấn là 333 km2.

## Địa lý

### Đô thị lân cận
- Kōchi
  - Ochi
  - Tsuno
  - Ino
- Ehime
  - Kumakōgen